# Selemdžinskij rajon
Il Selemdžinskij rajon (in russo Селемджинский район?) è un rajon dell'Oblast' di Amur, nella Russia asiatica; il capoluogo è Ėkimčan. Istituito nel 1926, ricopre una superficie di circa 46.700 chilometri quadrati e consta di una popolazione di circa 11.700 abitanti.

## Centri abitati
- Ėkimčan
- Koboldo
- Ogodža
- Tokur
- Fevral'sk
- Fevral'skoe
- Zlatoustovsk
- Ol'ginsk
- Ivanovskoe
- Isa
- Norsk
- Vyssa
- Stojba
- Mariinsk
- Selemdžinsk